# Джеймс Елмер
Джеймс Елмер (англ. James Elmer, 8 травня 1971) — австралійський хокеїст на траві.
Бронзовий призер Олімпійських Ігор 2000 року.
Переможець Ігор Співдружності 1998 року.
Переможець Трофею чемпіонів 1999 року.